# Heiner Merz
Heiner Merz (* 24. Februar 1963 in Waiblingen) ist ein deutscher Politiker (parteilos, ehemals AfD). Er war von 2016 bis 2021 Abgeordneter im Landtag von Baden-Württemberg. Von 7. Juli 2016 bis zum Wiedereintritt der zeitweilig ausgetretenen AfD-Abgeordneten am 11. Oktober 2016 war er Fraktionsvorsitzender der AfD-Fraktion im Landtag. Ende Juli 2020 trat er aus der AfD aus.

## Beruf
Merz machte zuerst eine Ausbildung zu Groß- und Außenhandelskaufmann. Das Abitur erlangte er berufsbegleitend dann über den zweiten Bildungsweg, er studierte danach zuerst Vermessungswesen und später Informatik. Sein Studium an der Universität Stuttgart schloss er im September 1994 als Diplom-Informatiker ab und arbeitete dann einige Jahre in der IT-Branche, u. a. als Geschäftsführer einer deutschen Niederlassung in Dublin. 1999 kehrte er nach Stuttgart zurück und arbeitete bei Bosch. Er wurde 2013 an der Universität Stuttgart zum Dr. rer. pol. promoviert und arbeitete bis zu seinem Einzug in den Landtag von Baden-Württemberg als Dozent im Bereich Betriebswirtschaftslehre.

## Politik
Merz war Mitglied der Alternative für Deutschland. In der Kommunalwahl 2014 wurde er als AfD-Vertreter in den Gemeinderat von Fellbach gewählt. Bei der Landtagswahl in Baden-Württemberg 2016 wurde er mit 17,2 Prozent der Stimmen im Wahlkreis Heidenheim (Wahlkreis 24) in den Landtag von Baden-Württemberg gewählt. Am 7. Juli 2016 wurde Merz als Nachfolger des im Zuge der Auseinandersetzung um Wolfgang Gedeon ausgetretenen Jörg Meuthen zum Fraktionsvorsitzenden der dezimierten AfD-Fraktion gewählt. Merz wurde auf Vorschlag seiner Fraktion vom Landtag von Baden-Württemberg zum Mitglied der 16. Bundesversammlung bestimmt und nahm für diesen am 12. Februar 2017 an der Wahl des Bundespräsidenten teil. Bei der Nachwahl des Landtagsvizepräsidenten im April 2018 nominierte die AfD-Fraktion Merz für das vakante Amt. Nachdem die Kandidatin der CDU im ersten Wahlgang nicht die ausreichende Unterstützung der grün-schwarzen Koalition erhalten hatte, trat Merz auch im zweiten Wahlgang an und konnte 23 Stimmen auf sich vereinen. Da seine Fraktion zu diesem Zeitpunkt nur aus 20 Abgeordneten bestand, hatte er in der geheimen Wahl mindestens drei Stimmen aus anderen Fraktionen erhalten. Bis zu seinem Austritt aus Fraktion und Partei war Merz europapolitischer, Feuerwehr- und medienpolitischer Sprecher der Fraktion. Als solcher forderte er die Aufstockung von Mitteln für die Feuerwehren in Baden-Württemberg um einen, vom Innenministerium zuvor bestrittenen und später eingeräumten, Investitionsstau zu beenden. Zudem sprach er sich für eine, aus Landesmitteln finanzierte, Rente für Angehörige der Freiwilligen Feuerwehren aus, deren Höhe sich an den geleisteten Dienstjahren orientieren solle. Merz ist seit 1992 Mitglied bei Menschen für Tierrechte – Tierversuchsgegner Baden-Württemberg und hat den Tierschutz wiederholt in seiner Rolle als Abgeordneter thematisiert. Während seiner Zeit als Landtagsabgeordneter beschäftigte Heiner Merz den rechtsextremen Aktivisten Marcel Grauf als Wissenschaftlichen Mitarbeiter.
Ein Mail der baden-württembergischen Behörden zur Besetzung von Umweltbeiräten, in der auf die Berücksichtigung der Frauenquote hingewiesen wurde, beantwortete Merz Ende 2018 mit: „... früher war es verboten, Frauen allein wegen ihres Geschlechts einzustellen. Heute wird es wohl zur Pflicht. Quoten nützen übrigens nur unqualifizierten, dummen, faulen, hässlichen und widerwärtigen Frauen; die guten, bemühten und passend qualifizierten fanden und finden ihren Weg alleine.“ Diese Tatsache veranlasste die FH-Professorin Kristina Wolff mittels der Petition „Worte schaffen Werte“ die Aberkennung des Doktorgrades von Merz wegen „Unwürdigkeit“ zu fordern. Da der Entzug eines Doktorgrades jedoch nur bei wissenschaftsbezogenen Verfehlungen in Betracht kommt, reagierte die Universität Stuttgart hierauf am 21. Dezember 2018 mit: „...indessen hat die Universität Stuttgart Herrn Dr. Merz mitgeteilt, dass seine Einlassungen dazu angetan sind, den internationalen Ruf der Universität als Chancengleichheit und Vielfalt wertschätzende Hochschule zu schaden. Die Universitätsleitung hat daher im Einvernehmen mit der Fakultät Wirtschafts- und Sozialwissenschaften und dem Betriebswirtschaftlichen Institut beschlossen, den Namen des Herrn Dr. Merz auf der Homepage der Universität Stuttgart nicht mehr unter den Alumni und Alumnae aufzuführen.“
Bei der am 9. Juli 2020 erfolgten Aufstellungsversammlung der Heidenheimer AfD-Wahlkreiskandidaten für die Landtagswahl 2021 trat Merz bereits nicht mehr an und am 30. Juli 2020 erklärte er seinen Austritt aus Fraktion und Partei.

## Gremientätigkeit
- Medienrat der Landesanstalt für Kommunikation Baden-Württemberg[28]
- Stiftungsrat der Donauschwäbischen Kulturstiftung[29]
- Wissenschaftlicher Beirat des Hauses der Geschichte Baden-Württemberg[30]

## Mitgliedschaften
- UK Independence Party (UKIP), Newton Abbot (Mitglied bis 2020)
- Schützengilde Cannstatt 1848, Fellbach
- pro legal – Interessengemeinschaft für Waffenbesitz, Bruchsal
- Menschen für Tierrechte – Tierversuchsgegner Baden-Württemberg

## Kritik
Merz sendete Kundendaten, die der Versandhandelsfirma „Impact Punk Mailorder“ von einer Hackergruppe gestohlen und von dieser, sowie weiteren Medien, bereits veröffentlicht worden waren, in einer internen Mail seinen Fraktionskollegen versehentlich und irrtümlich als vermeintliche Antifa-Mitglieder zu.
Diese fraktionsinterne Mail wurde von seinem 'Parteifreund' und Fraktionskollegen Dr. Heinrich Fiechtner der Heidenheimer Zeitung zugeleitet und von dieser dann prompt veröffentlicht.
Daraufhin stellte der Geschäftsführer des Online-Versandhandels „Impact Punk Mailorder“ Anzeige gegen Merz. Die Landtagsverwaltung wollte sich nicht zu dem Vorgang äußern: „Die Datenschutzverordnung des Landtags ist auf diesen Fall nicht anwendbar“, so Landtagssprecherin Gabriele Renz. Dies begründete Walter Krämer in Vertretung des Landesbeauftragten für Datenschutz: Die Abgeordneten genössen für ihre parlamentarische Arbeit Immunität. Inhaltlich finde Krämer die Mail von Heiner Merz jedoch problematisch: Sowohl die Beschaffung der Daten als auch die Verteilung an Adressen außerhalb des Parlaments seien rechtswidrig. Merz beschaffte sich die Daten jedoch nicht, sondern leitete lediglich bereits veröffentlichte Daten fraktionsintern weiter, d. h. es erfolgte auch keine Verteilung außerhalb des Parlaments. Der frühere Bundesdatenschutzbeauftragter Peter Schaar konnte diese Sicht jedoch nicht nachvollziehen und teilte dies dem Landesdatenschutzbeauftragten von Baden-Württemberg mit, der versprach, zu prüfen was er tun könne. Die Ermittlungen gegen Merz wurden eingestellt.